# Ra (kana)
ら in hiragana o ラ in katakana è un kana giapponese e rappresenta una mora. La sua pronuncia è [ɺ̠a] .
| Forma                    | Rōmaji      | Hiragana        | Katakana        |
| ------------------------ | ----------- | --------------- | --------------- |
| Normale r- (ら行 ra-gyō) | ra          | ら              | ラ              |
| Normale r- (ら行 ra-gyō) | raa rā, rah | らあ, らぁ らー | ラア, ラァ ラー |

Braille:
| ●－ －－ |

## Scrittura

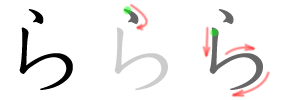
Stile di scrittura di ら

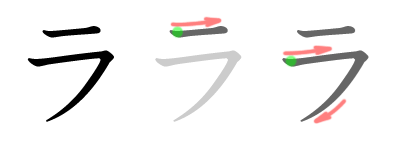
Stile di scrittura di ラ